# Cartyville
Cartyville é uma comunidade localizada na província canadense de Terra Nova e Labrador. Deve o seu nome ao primeiro membro da Assembleia Legislativa da Terra Nova, Michael Carty.
Localização de Cartyville em Terra Nova e Labrador
48° 14' 16" N 58° 48' 9" W{{{latG}}}° {{{latM}}}' {{{latS}}}" {{{latP}}} {{{lonG}}}° {{{lonM}}}' {{{lonS}}}